# Liriomyza septentrionalis
Liriomyza septentrionalis este o specie de muște din genul Liriomyza, familia Agromyzidae, descrisă de Sehgal în anul 1968. Conform Catalogue of Life specia Liriomyza septentrionalis nu are subspecii cunoscute.